# Sólo para tus ojos (episodio de ALF)
Sólo para tus ojos es el sexto episodio de la primera temporada de la serie de EE. UU, ALF. Es la primera aparición de la amiga no vidente de ALF, Judy.

## Sinopsis
En el aniversario de bodas de Kate y Willie, ALF se siente muy solo por no tener amigos fuera de la familia y decide ponerse a oír la radio. En la misma se escucha a una mujer que habla con una joven ciega llamada Judy, quien vino desde otro lugar y que se siente mal porque no tiene un amigo al ser diferente. ALF la llama por teléfono. Cuando los Tanner se enteran se enfadan porque Judy lo puede ver, ALF contesta que Judy es ciega pero ellos se niegan a dejarle ir a su casa porque le estaría mintiendo. Lynn se escabulle con ALF y van al departamento donde pasa una hermosa tarde hasta que tocan la puerta y es Lynn. En la casa, Willie le regala un hámster a ALF pero este dice que no lo necesita. Lynn le dice que al fin todo terminó pero resulta que ALF invitó a Judy a cenar el sábado.